# Parafia Macierzyństwa Najświętszej Maryi Panny i św. Michała Archanioła w Bolesławiu
Parafia Macierzyństwa Najświętszej Maryi Panny i Świętego Michała Archanioła w Bolesławiu – rzymskokatolicka parafia z siedzibą w Bolesławiu, położona w dekanacie sławkowskim, diecezji sosnowieckiej, metropolii częstochowskiej w Polsce. Utworzona w 1798 roku.